# Unió Agrària Nacional
La Unió Agrària Nacional (en suec: Jordbrukarnas riksförbund, JR) va ser un partit polític de Suècia, un dels precursors de l'actual Partit de Centre.

## Història
La Unió es va fundar el 6 de febrer de 1915, l'aniversari de la Marxa dels Pagesos de 1914. Johannes Nilsson i Gårdsby es va convertir en el president del partit. 'El nostre país i la nostra gent' (Vårt land och folk), amb Elfrid Dürango com a editor, es va convertir en l'òrgan de premsa del partit. La organització es va concentrar principalment a Escània, Östergötland, així com en menor mesura, a Värmland i Jämtland.
En comparació amb l'altre partit agrari existent aleshores, la Lliga de Pagesos, estava políticament més a la dreta i representava els grans propietaris, amb una perspectiva nacionalista amb matisos racials (inclosa una ferotge oposició a la immigració jueva). La historiografia posterior del Partit de Centre ha intentat minimitzar les diferències entre els dos partits, però la Unió i la Lliga eren rivals pel vot rural. Ambdós partits es van oposar al sufragi femení i a la introducció de la igualtat de drets de vot per a les eleccions locals (tot i que la Lliga de Pagesos va revisar la seva política sobre les eleccions locals el 1918).
A les eleccions de 1917, la Unió va obtenir 5 escons, mentre que els seus competidors els superàven amb 9 diputats. Després d'aquestes, el partit va començar a demanar la unitat entre les dues faccions, però la Lliga de Pagesos inicialment es va resistir a la proposta. La Unió tanmateix va proposar formar una facció parlamentària conjunta, però després que es rebutgés l'oferta, va establir el «Grup Agrari Lliure» al parlament el 17 de gener de 1918, amb Olof Olsson i Kullenbergstorp com a president.
A les següents eleccions de 1920, el partit va millorar els resultats amb 10 escons, per 20 que obtindrien des de la Lliga. L'any següent, tot i les reticències inicials, els dos partits es van fusionar, mantenint el nom de Lliga de Pagesos, que a la dècada de 1950 va prendre el nom de «Partit del Centre».

## Resultats electorals
| Any  | Vots   | %    | Escons   | +/- |
| ---- | ------ | ---- | -------- | --- |
| 1917 | 22,659 | 3.08 | 5 / 230  | Nou |
| 1920 | 40,623 | 6.17 | 10 / 230 | 5   |